# Sarlós gamandor
A sarlós gamandor (Teucrium chamaedrys) az árvacsalánfélék családjába tartozó dísznövény, amely az európai és észak-afrikai mediterrán térségből származik, és a Közel-Keleten, egészen Iránig megtalálható. 
Gyógynövény, gyomor-és bélrenyheség ellen használják. Keserűanyag tartalma miatt a likőrgyártásban, a népi gyógyászatban pedig bájitalként, epeserkentő szerként és a köszvény kezelésére alkalmazták. Kellemes illatú, kertekbe is ültetik. Az ajakosak nagy részéhez hasonlóan illóolajokat tartalmaz. Alacsony termetű ajakos növény. Szára 10–30 cm hosszú, néha félig kúszó, töve enyhén fásodik. A tojásdad levelei 2–3 cm hosszúak szélük csipkés vagy fogazott, gyéren szőrösek, rövid nyéllel átellenesen csatlakoznak a szárhoz. A lila vagy rózsaszín árnyalatú ajakos virágok 4-6 örvökben nyílnak, forrt csészelevelei hegyes csúcsúak. Termése makkocska, de sokkal gyorsabban szaporodik kúszó hajtásaival. Száraz, meleg sziklás lejtőkön, réteken május-július között virágzik.